# Čehovini
Čehovini so naselje v Občini Komen.